# Теофіль Фабінь
Теофіл Фабінь (угор. Fabiny Teofil; 11 жовтня 1822, Пешт — 4 березня 1908, Будапешт) — угорський юрист і політичний діяч. Міністр юстиції (1886-1889). 

## Біографія
Здобув юридичну освіту в Будапешті. Після служби в окрузі в 1850 почав судову кар'єру. Обіймав різні суддівські посади: в 1861 став суддею, в 1880 став президентом (верховним суддею) Верховного королівського суду в Пешті. У 1886 Фабінь прийняв пост міністра юстиції в кабінеті Тиси, хоча доти ніколи не грав політичної ролі і не був навіть депутатом. У наступному році Фабінь був обраний депутатом і зайняв місце в рядах ліберальної більшості. Обіймав цю посаду з 15 травня 1886 по 9 квітня 1889, коли через хворобу відмовився від міністерського поста. З 1880 по 1898 був також церковним старостою євангелічно-лютеранської церкви.